# Armandas Kelmelis
Armandas Kelmelis, född 22 mars 1998, är en litauisk roddare.
Kelmelis tävlade för Litauen vid olympiska sommarspelen 2016 i Rio de Janeiro, där han slutade på 19:e plats i singelsculler. Vid olympiska sommarspelen 2020 i Tokyo slutade Kelmelis på 10:e plats tillsammans med Martynas Džiaugys, Dominykas Jančionis och Dominykas Jančionis i scullerfyra.